# ハリケーン・ローラ
ハリケーン・ローラ（Hurricane Laura）は、2020年8月にアメリカ合衆国ルイジアナ州に上陸したハリケーンである。

## 概要

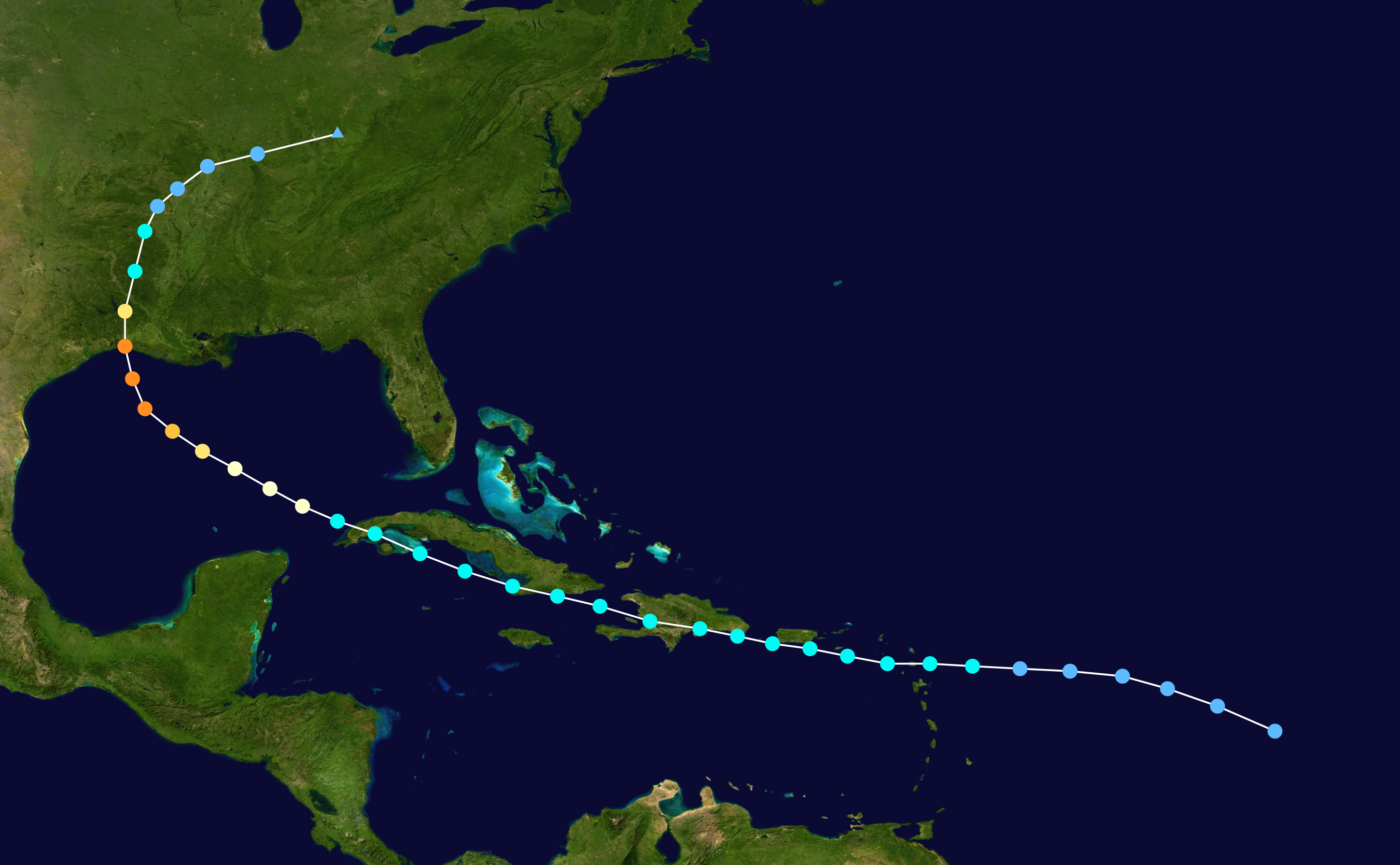
進路図

ハリケーン・ローラは、現地時間の8月27日午前1時（日本時間午後3時）頃に、アメリカ合衆国ルイジアナ州南西部のキャメロン付近に上陸した。上陸時の勢力は5段階中2番目に強いカテゴリー4であり、中心気圧938hPa、最大風速67m/sであった。ルイジアナ州に上陸したハリケーンとしては、1,000人以上の死者を出した2005年のハリケーン・カトリーナ（上陸時：最大風速55m/s・カテゴリー3）をも上回り過去最大級となった。それまで同州に上陸した中で最も強かったハリケーンは、最大風速67m/sの1856年のハリケーンであったため、ローラはこれと並んで観測史上最も強い勢力で上陸した。

## 被害
国立ハリケーンセンターによると、「壊滅的な高潮、極度の強風、鉄砲水」がルイジアナ州の複数の地点で発生した。 同州では、建物の屋根や窓ガラスなどが吹き飛ばされるなどの被害が生じ、少なくとも6人が死亡した。ルイジアナ州とテキサス州では84万3,000世帯以上が停電した。